# Velocette
Velocette était un constructeur de motocyclettes et cyclomoteurs anglais.

## Historique

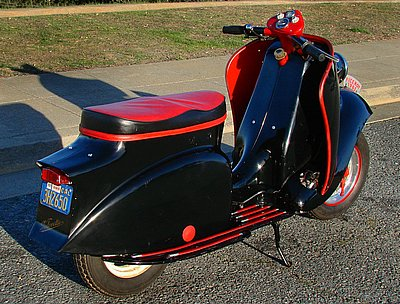
Velocette Viceroy scooter en 2007

La compagnie remonte à 1896, lorsqu'un Allemand émigré à Birmingham, Johannes Gütgemann, devenu John Taylor, s'associe avec William Gue pour créer une fabrique de cycles, la « Taylor Gue Ltd. ». En 1904, ils rachètent la firme belge Kelekom Motors et se lancent dans le deux-roues motorisé. Leur première motocyclette, mise sur le marché en 1905, est appelée « Veloce ». 
Les premiers cycles à moteur répondant au nom de « Velocette » apparaissent en 1913, ils sont dotés de moteurs de 200 cm3. Le nom du modèle devient ensuite le nom de la marque.
En 1949, le 1er Grand Prix moto de l'histoire est remporté par Freddie Frith sur une Velocette 350 cm3.
En 1953, apparaît un modèle très innovant, la « LE » (pour « Little Engine », ou « petit moteur »). Il s'agit d'un bicylindre à plat (flat twin), comme sur les motos BMW, mais refroidi par eau et de faible cylindrée (150, puis 200 cm3), et équipé d'une transmission acatène par arbre et couple conique. La moto est d'un aspect inhabituel (cadre poutre ouvert) et s'apparente plutôt à un scooter à grandes roues.
Cet aspect inhabituel pénalisera les ventes, les motocyclistes traditionnels, clients de la marque, n'acceptant pas ce style par trop décalé mais les très réelles qualités de fiabilité, de silence et d'entretien réduit en feront un véhicule de choix pour les « bobbies » de la police urbaine britannique et les administrations, qui absorberont le plus gros de la production. 
Un autre scooter, le Viceroy (en) sera un coûteux échec commercial : laid et lourd, arrivé trop tard sur un marché où les Vespa et Lambretta sont plébiscitées par les mods... et le reste de la population anglaise,  il a grevé les finances de la firme qui dut s'endetter pour acheter les presses d'emboutissage nécessaires à la production de son châssis-coque.
Dans les années 1950 et 1960, la firme produit des motos sportives Monocylindres déclinées en 350 cm3 (Viper) et 500 cm3 (Venom -litt. « Venin ») . Pas très puissantes mais maniables, légères car très dépouillées et d'un faible maître couple, elles peuvent atteindre des vitesses impressionnantes pour les versions dotées d'un Carénage (la déclinaison dite veeline) et pour l'époque.
Elles sont destinées à une clientèle traditionaliste et leur décoration est quelque peu austère (Gris métallisé ou noir à filets dorés) . Le silencieux arrière en queue de poisson (fish-tail) est caractéristique et plutôt daté à l'aube des années 70, même si les versions les plus sportives utilisent un tonitruant mégaphone à contre-cône pour augmenter la puissance.
Le tube entre bas-moteur et culasse ne doit pas faire illusion : il ne s'agit pas d'un entraînement d'Arbre à cames en tête le moteur est simplement culbuté contrairement à la Velocette KTT des grands prix d'avant-guerre menée à la victoire par le grand champion Stanley Woods  ou à la Norton Manx , mais l'arbre à cames étant surélevé , les tiges de culbuteur relativement courtes permettent de pousser le régime sans soucis côté distribution. La suspension arrière, à bras oscillant possède un réglage de dureté original : les combinés ressort - amortisseurs sont montés sur des secteurs en quart de cercle pour faire varier la précharge et l'amortissement. À côté de ces machines sportives conçues pour briller sur circuit aux mains d'amateurs éclairés existent aussi des versions "dégonflées" les MAC et les  MSS destinées au transport quotidien .et dotées de garde-boue plus protecteurs
En 1965, Velocette présente son dernier modèle, la Velocette Venom Thruxton, qui sera décliné en plusieurs versions. La plus affutée de celles qui sont commercialisées est la Velocette Thruxton Veeline, une moto équipée du moteur monocylindre de 500 cm3 doté d'une culasse haute performance. La machine est à la fois désuète (pot d'échappement en forme de queue de poisson) et racée. Elle continue à s'illustrer en compétition en remportant, en 1967, le Tourist Trophy (TT) où elle termine première et deuxième en 500 cm3. En 1968, elle termine deuxième. En France, elle remporte le championnat des 500 cm3.
En 1971, Velocette est mis en liquidation judiciaire.
Une poignée de moteurs Thruxton est montée dans une partie cycle spéciale, avec un élégant ensemble selle réservoir moderne dessiné par le styliste italien Leopoldo Tartarini , ces motos montées en Italie par la firme Ital Jet, et équipées de l'excellent ensemble  fourche avant et freins Ceriani sont commercialisées (principalement aux États-Unis pour l'importateur Floyd Clymer) sous la marque Indian dans une première tentative très limitée de faire renaître ce grand nom de la moto alors en désuétude.
En France et dans plusieurs pays du monde, se sont créés des clubs regroupant des amateurs qui s'évertuent à faire revivre ces mythiques machines.

## Galerie

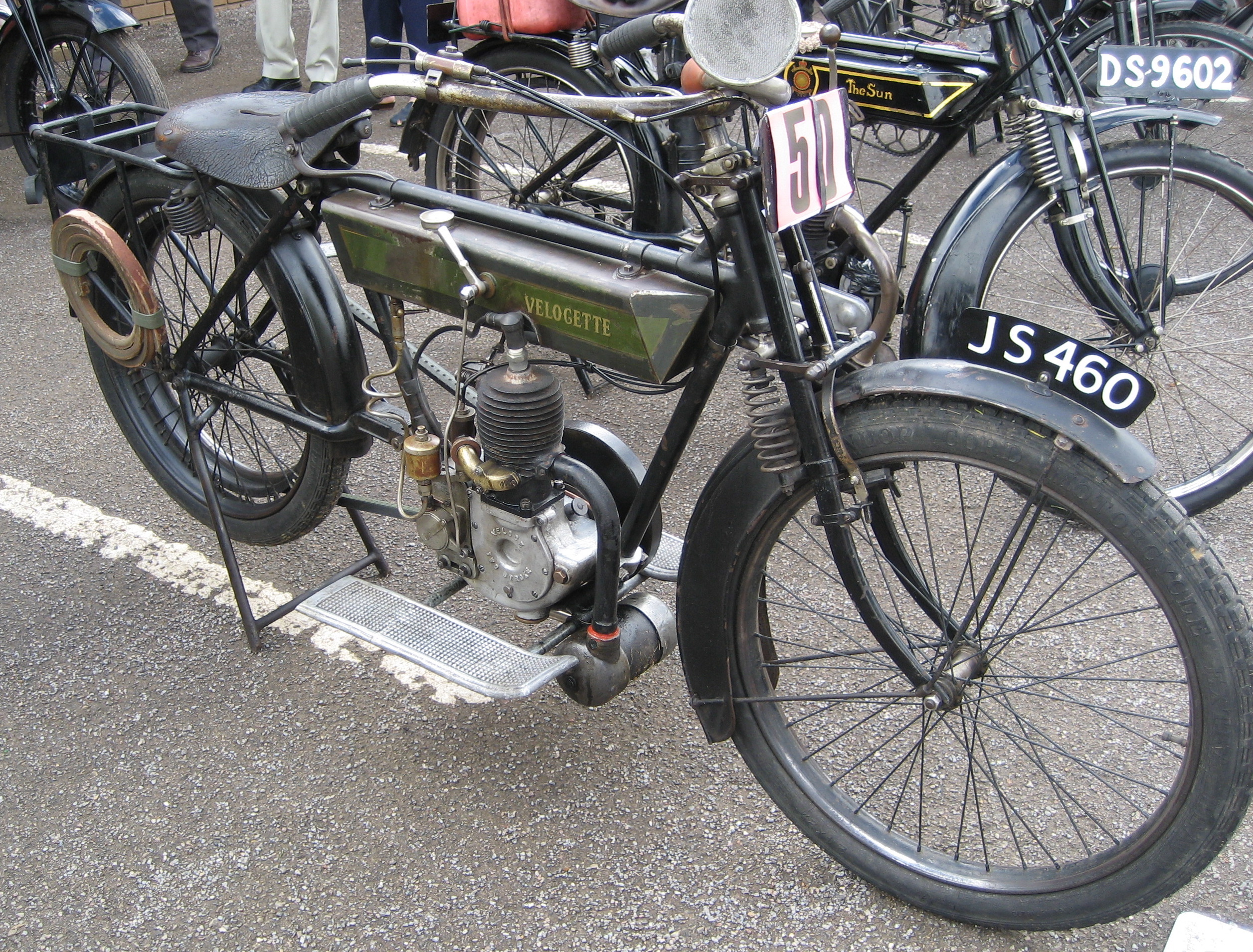
Velocette modèle A (1913).
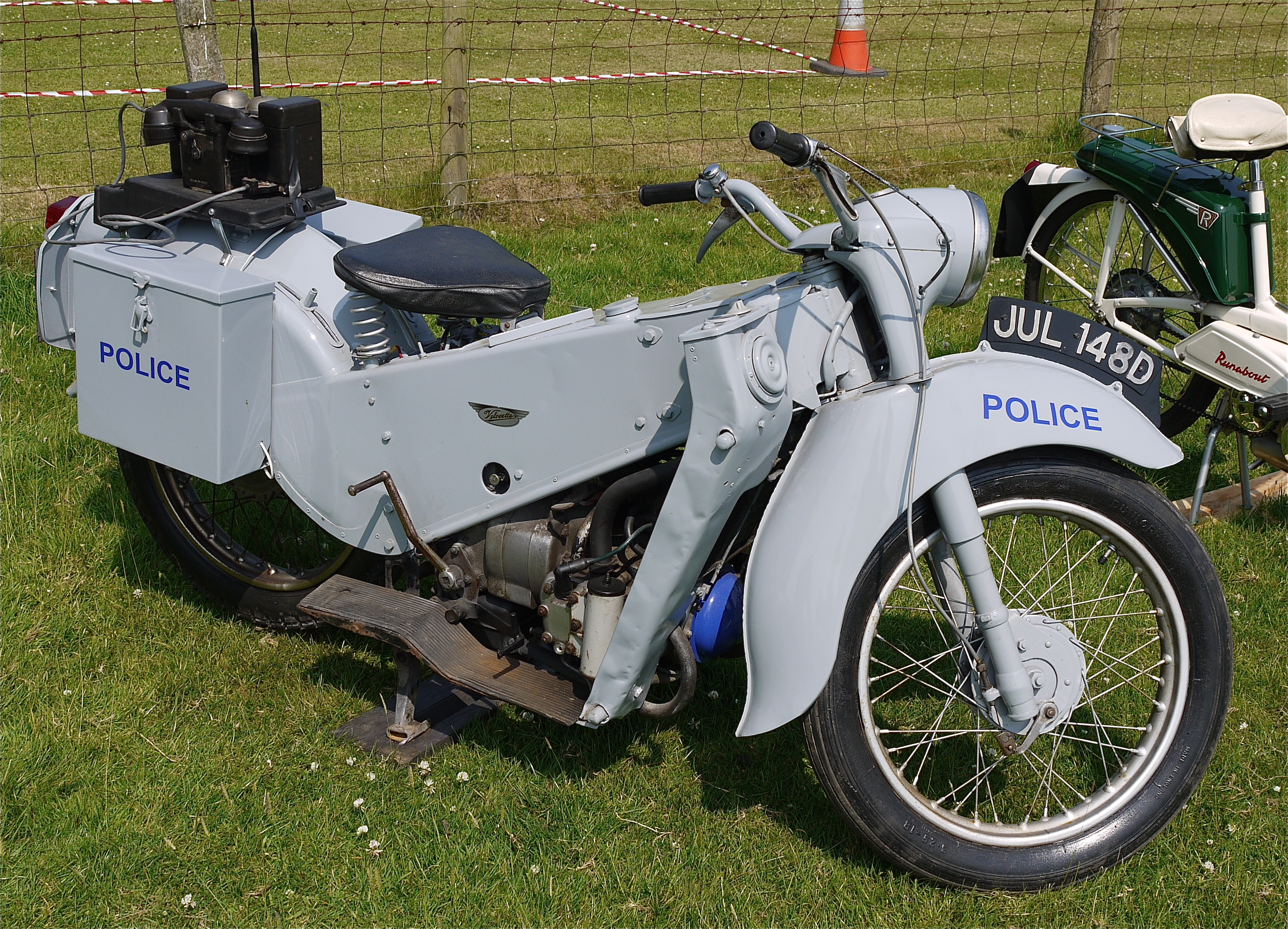
Une LE de 150 cm3 (1950).
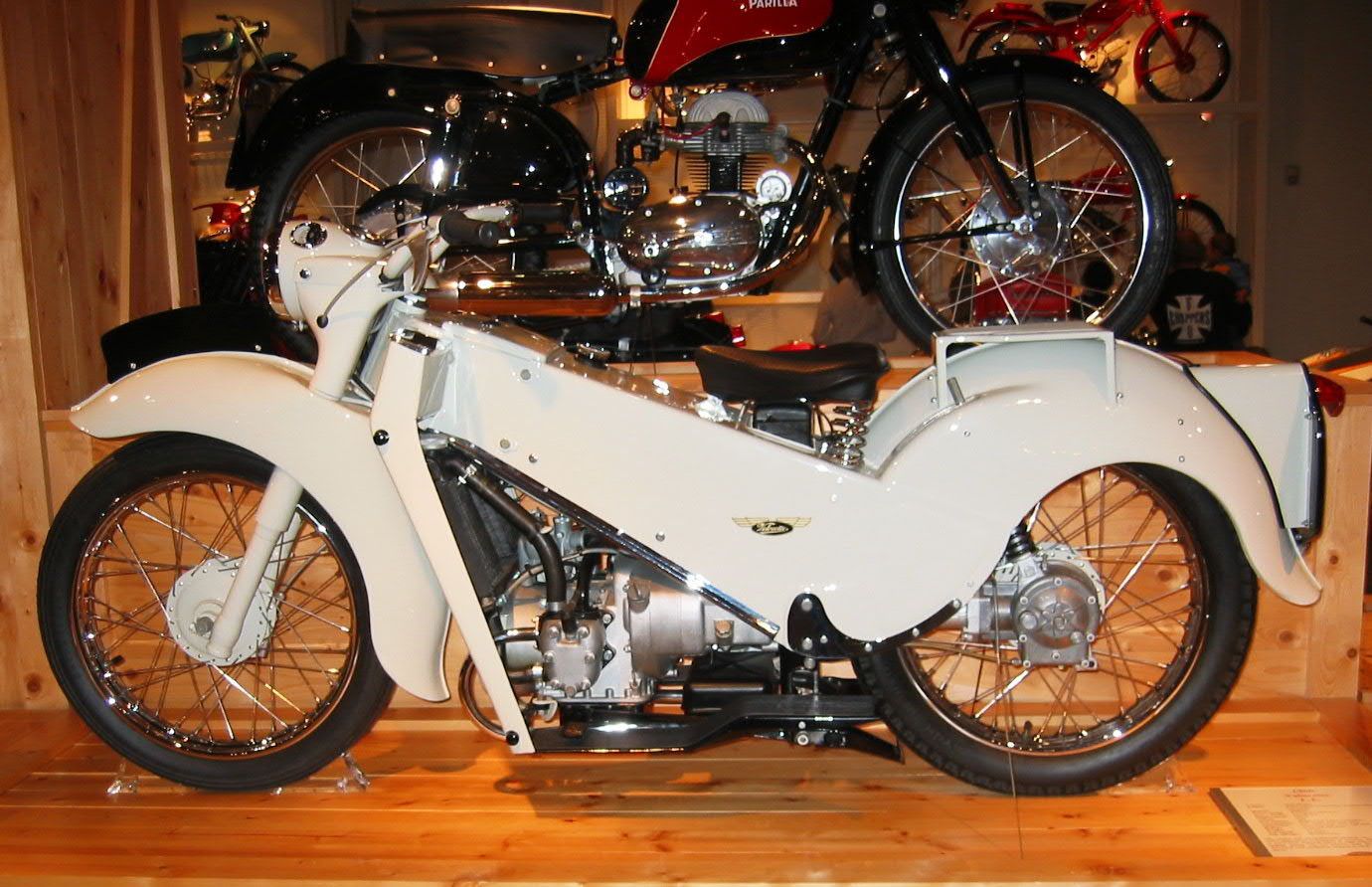
Velocette LE (1953).
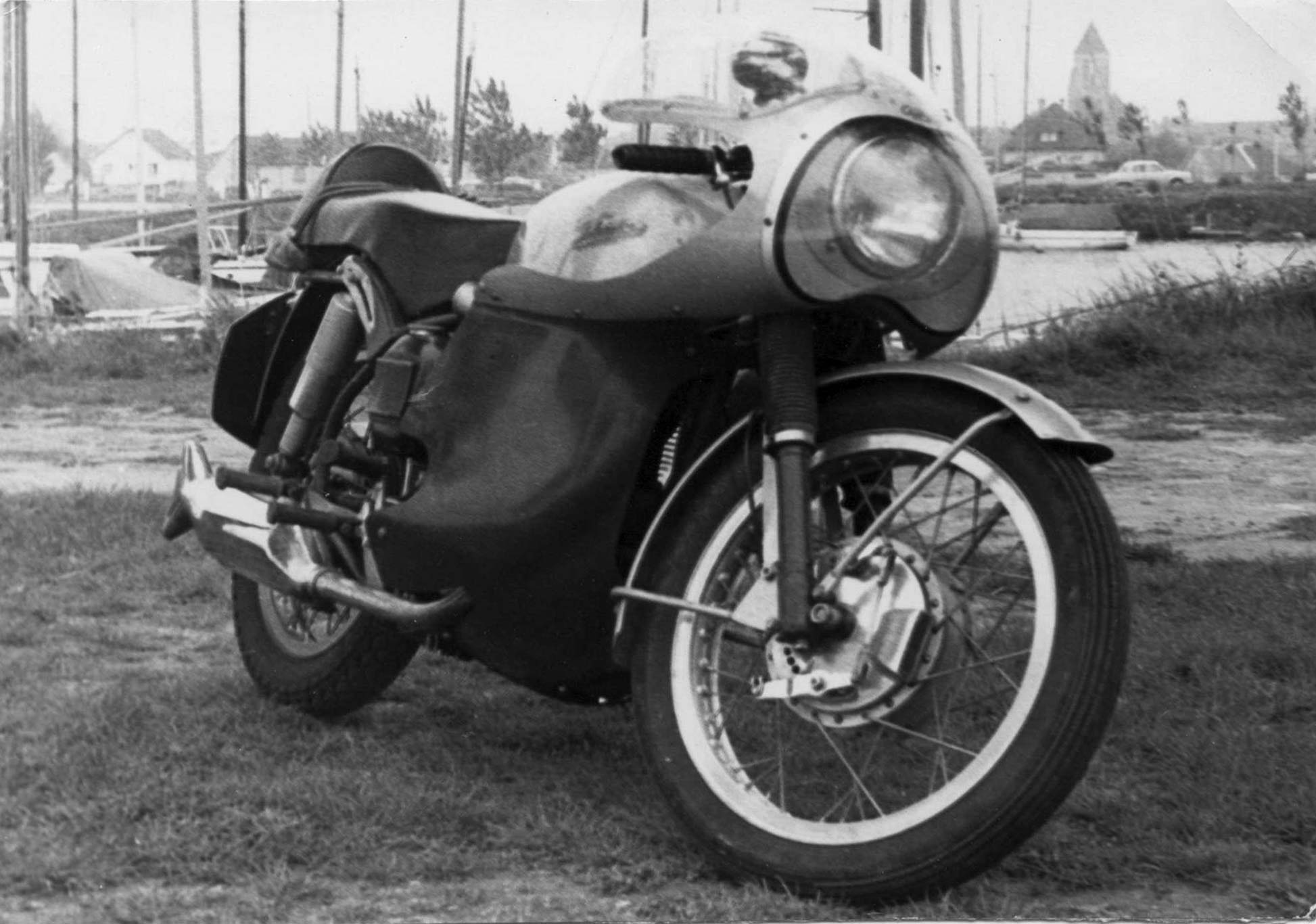
Velocette Thruxton Veeline 500 cm3 (1969).